# 大山寺 (尾道市)
大山寺（たいさんじ）は広島県尾道市にある真言宗醍醐派の寺院。詳名は米瑠山天神坊大山寺。

## 歴史
平安時代の初期には既に開かれていたとされる。菅原道真にゆかりがあり、境内には御袖天満宮が建つ。別当寺としては「天神坊」とも呼ばれる。1606年（慶長11年）に整備され、現在の姿になった。

## 境内

### 大山寺の三猿像

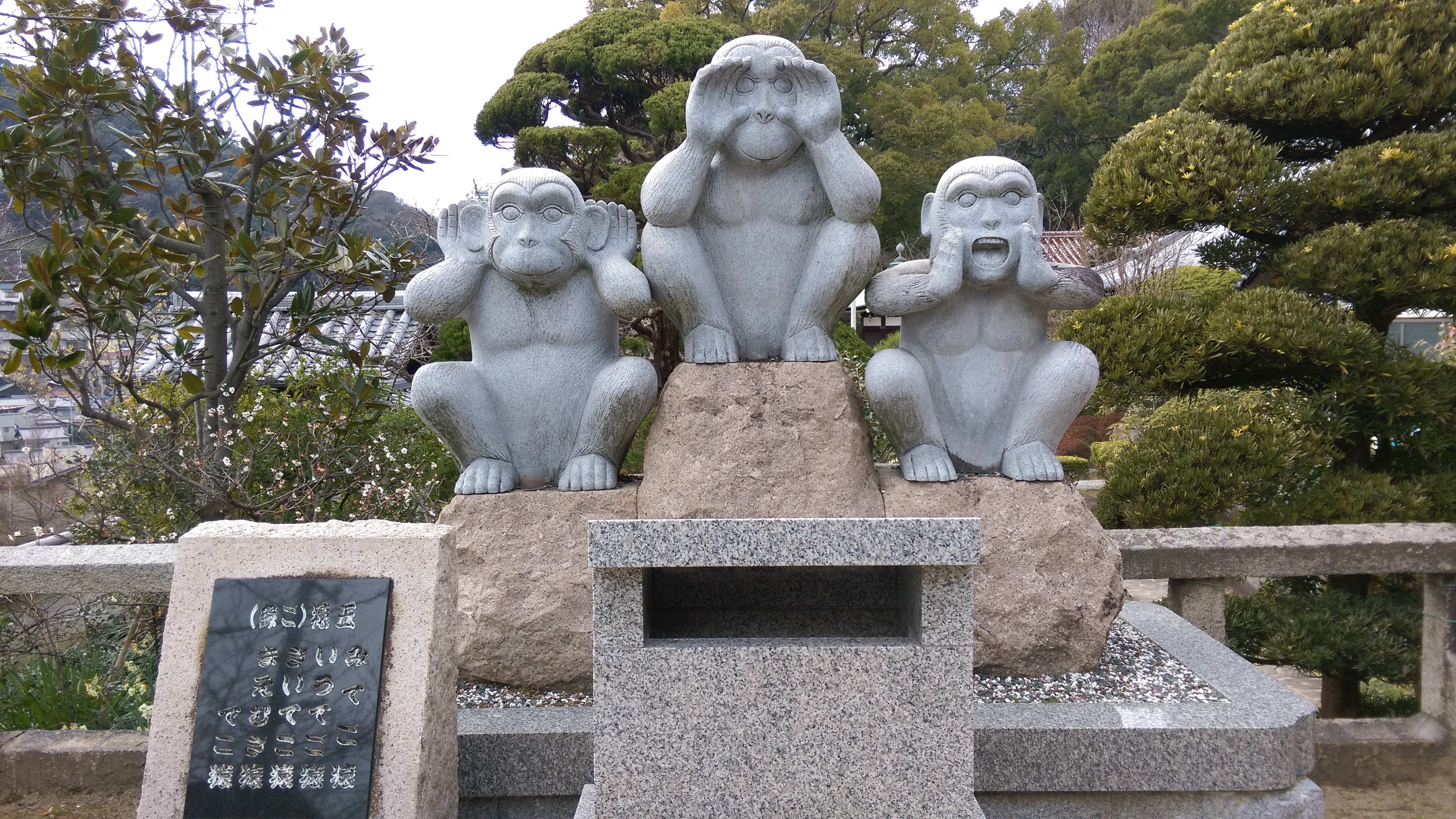
大山寺の三猿像

太山寺の山門を入ると、境内には三体の猿の石像がある。
- 三体の猿の石像は「見てご猿（えん）」「聞いてご猿（えん）」「言うてご猿（えん）」を表し、猿（えん）は縁にかけている。[2]
- 日光東照宮の三猿「見ざる」「聞かざる」「言わざる」とは逆の態度をとっており、世の中の正しいことを「よく見よう」「よく聞こう」「よく言おう」という願いがこもっている。[2]

## 交通アクセス
- バス「長江口」より徒歩5分。[2]
- 千光寺山ロープウェイ「山麓駅」より徒歩5分。[3]